# Arterias helicinas del pene
Las arterias helicinas del pene son arterias que se encuentran en el cuerpo cavernoso del pene, con origen en la arteria profunda del pene, rama terminal de la arteria pudenda interna. No presentan ramas. Están implicadas en el proceso de erección.

## Anatomía
Las arterias que llevan la sangre a los espacios cavernosos son las arterias profundas del pene y ramas de las arterias dorsales del pene, las cuales perforan la cápsula fibrosa a lo largo de la superficie superior, especialmente cerca de la parte anterior del órgano.
A su entrada en la estructura cavernosa desde la arteria profunda del pene, las arterias se dividen en ramas, que están sustentadas y envueltas por las trabéculas de los cuerpos cavernosos. Algunas de estas arterias terminan en una red capilar, cuyas ramas se abren directamente a los espacios cavernosos; otras adoptan una apariencia de zarcillo, y forman vasos intrincados y un tanto dilatados, las cuales fueron bautizados por J. Müller en 1835 con el nombre de «arterias helicinas».

## Distribución
Se abren directamente en los espacios cavernosos sin formar capilares; su ingurgitación provoca la erección del pene.

## Importancia clínica
Estas arterias tienen dos características únicas: un cojín de la íntima y válvulas. La estimulación simpática mantiene un estado contráctil tónico del cojín de la íntima, músculo liso que reside en el centro de la arteria; esto mantiene a la arteria enrollada de forma que se produce poco flujo sanguíneo, dirigiéndose en su lugar a fístulas arteriovenosas con la vena dorsal profunda del pene. En cambio, la estimulación parasimpática retira el estado tónico y permite la vasodilatación del cojín de la íntima; de este modo la sangre se acumula en los cuerpos cavernosos, produciéndose así la erección; las válvulas evitan el reflujo en el ahora tortuoso trayecto a través del cuerpo cavernoso.
Esta respuesta de relajación parasimpática está mediada por la liberación de NO y es el objetivo primario del sildenafilo, el avanafilo y el tadalafilo y el vardenafilo. Estos medicamentos inhiben una fosfodiesterasa clave que reduce el efecto del NO; el NO se enlaza a los receptores de la enzima guanilato ciclasa, lo cual da como resultado un incremento en los niveles de GMPc; el GMPc tiene una vida media muy corta, y el bloqueo de la PDE5 produce vasodilatación incluso con poca o ninguna estimulación.